# خط معلی

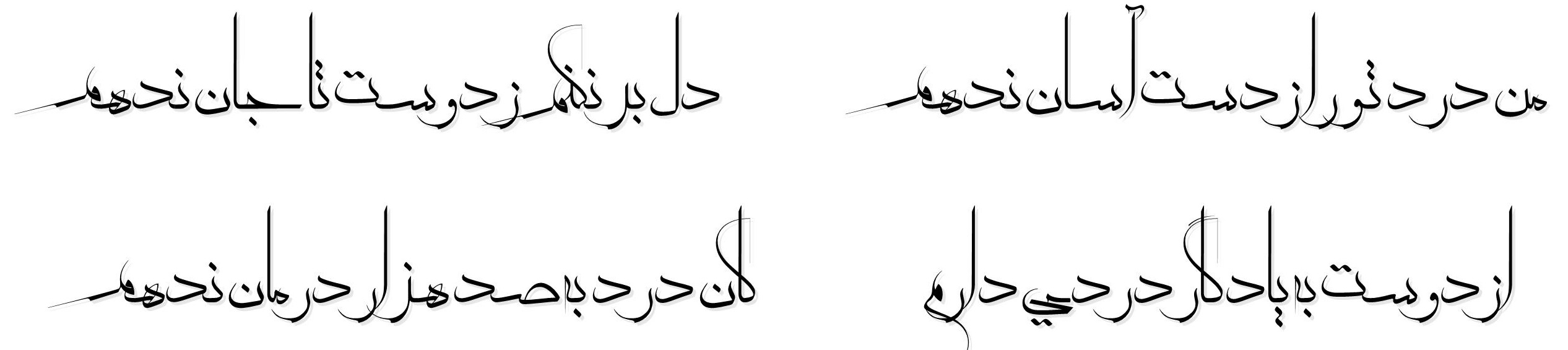
متن نوشته شده با خط معلی

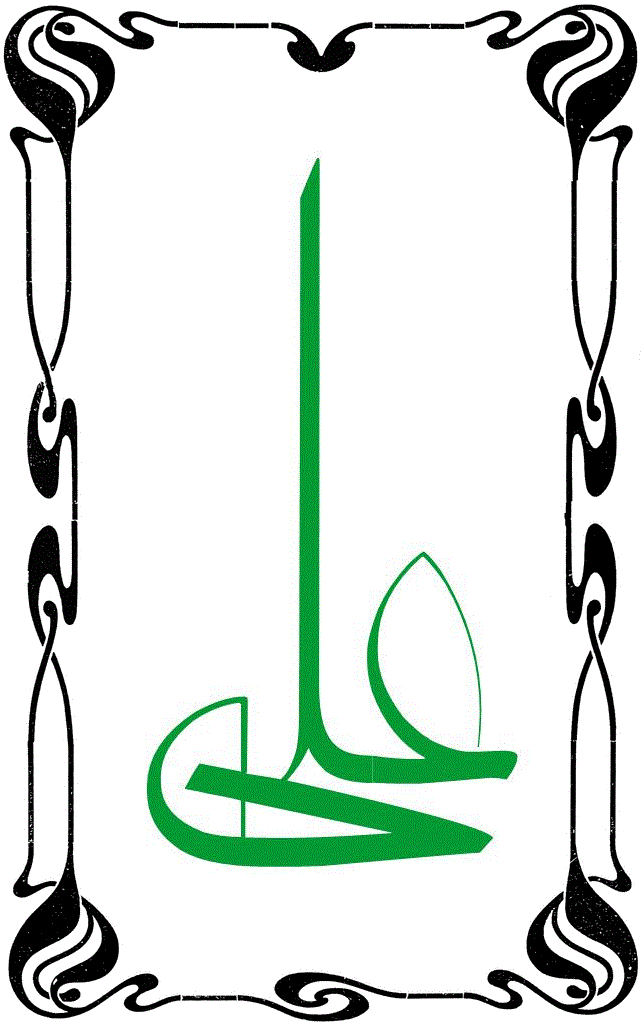
نام علی در کادر با خط معلی

خط معلّی خطی است که توسط حمید عجمی ابداع و در سال ۱۳۷۸ ثبت شده است.معلی خطی گرافیکی است که در سال ۱۳۷۸ش توسط حمید عجمی ابداع شد و در کشور ایران و سازمان جهانی یونسکو ثبت گردید. نمایشگاه‌های داخلی و خارجی فراوانی در زمینه آثار خوشنویسی خط معلی برگزار شده است. 

## ویژگی‌ها
از ویژگی‌های این خط قامت بلند و سماع و ستیز حروف در کلمات است. در این خط حرکت قلم از شش دانگ به سمت ضعف دفعتاً حرکت می‌کند. ویژگی دیگر این خط در هم تنیدگی حروف و کلمات است که حروف هنگام نوشتن، می‌توانند به‌آسانی از میان هم تردد کنند. هم‌اکنون تعدادی از خوشنویسان به توسعه و گسترش این خط زیر نظر حمید عجمی مشغول اند.
از خط معلّی بیش‌تر در سطرنویسی و قطعه‌نویسی به کار می‌رود تا کتابت. و از مهم‌ترین ویژگی‌های این خط شکست‌های ناگهانی و قالب شکنی‌هایی است، که به روحیه بشر مدرن نزدیک‌تر است و پتانسیل بالایی برای استفاده در معماری را در خود دارد. 
به گفته "محمد سعيد نقاشيان "  فارغ التحصيل رشته گرافيك ازدانشگاه سوئد و انجمن خوشنويسان درايران، ابن مقله بيضاوي " شيرازي " اقلام سته يا شش گانه را از خط كوفي بيرون كشيد .اين اقلام : ثلث، ريحان ،نسخ ،توقيع ،محقق ،رقاع بودند . درطي 450 سال كه ازعمر نستعليق  درايران گذشت تا زمان ابداع خط معلي  اتفاق خاصي درحوزه خوشنويسي كشور نيفتاد.

## خصوصیات
- ساختار هندسی و موزون: خط معلی، بر اساس اصول هندسی و تناسبات دقیق طراحی شده است به طوری که این ساختار هندسی توانسته به حروف و کلمات، استحکام و زیبایی خاصی ببخشد.[۵]

- حرکات سیال و روان: در عین حال که خط معلی ساختار هندسی و موزونی دارد، حرکات قلم در آن سیال و روان است. این مساله به خط معلی، حالتی پویا و زنده می‌بخشد.[۶]

- تنوع در فرم‌ها و ترکیب‌ها: خط معلی امکان خلق فرم‌ها و ترکیب‌های متنوع را فراهم می‌کند به طوری که این تنوع به هنرمند اجازه می‌دهد تا با آزادی عمل بیشتری، آثار خود را خلق کند.[۷]

- معنویت ذاتی: خط معلی به دلیل ساختار هندسی و حرکات سیال خود دارای حالتی معنوی است. این ویژگی خط معلی را برای نگارش متون مذهبی و عرفانی مناسب می‌سازد. ترجمه انگلیسی دانشگاهی[۸]